# Andrea de Soveral
Andrea de Soveral (São Vicente do Seridó, 1572 – Cunha, 16 luglio 1645) è stato un presbitero brasiliano venerato come santo e martire dalla Chiesa cattolica. È stato canonizzato nel 2017 da papa Francesco insieme a 29 compagni martiri.

## Biografia
Nacque a São Vicente do Seridó, nell’Isola di Santos. Dopo aver effettuato gli studi presso il collegio Gesuita del Bambino Gesù, entrò nel noviziato della Compagnia nel Collegio di Bahia all'età di 21 anni. Nel 1606 fu inviato tra gli Indios nella regione Rio Grande do Norte, ma solo un anno dopo uscì dalla Compagnia di Gesù per divenire parroco diocesano a Cunha.

### Il martirio
La mattina del 16 luglio 1645, mentre celebrava la Messa presso la Parrocchia della Madonna delle Candele o della Purificazione, irruppe in chiesa il tedesco Jacó Rabe, con la scusa di comunicare alcune disposizioni da parte del Supremo Consiglio Olandese di Recife. Ma dopo la consacrazione, i soldati olandesi, accompagnati dagli Indios delle tribù dei ‘Tapuias’ e dei ‘Patiguari’, si precipitarono nella chiesa e massacrarono a colpi di spada tutti i fedeli, insieme allo stesso Padre Andrea de Soveral, il quale morì pregando le preghiere degli agonizzanti. I loro cadaveri furono poi depredati e solo cinque fedeli portoghesi furono presi in ostaggio e portati al Forte olandese dei Re Magi. Dei 69 martiri si conosce solo il nome del laico Domingos Carvalho.

## Il culto
Andrea de Soveral e Domingos Carvalho furono beatificati da Giovanni Paolo II il 5 marzo 2000, insieme a padre Ambrogio Francesco Ferro, al laico Matteo Moreira e ai loro compagni martiri di Uruaçu. Insieme costituiscono i 30 Santi Martiri del Brasile, canonizzati da papa Francesco il 15 ottobre 2017. La loro memoria liturgica è stata fissata al 3 ottobre.